# Zangief
Zangief (en ruso: Зангиев) es un personaje ficticio perteneciente a la saga de videojuegos Street Fighter.
Zangief es considerado un personaje revolucionario en los juegos de lucha ya que desde su aparición en Street Fighter II supuso la implantación del estereotipo de luchador de agarres. También se convirtió en el primer personaje con movimientos especiales que requerían mover el joystick 360° (en el caso de Zangief, para su Spinning Piledriver), lo que lo convertía en un personaje difícil de controlar, compensado por su potencia. Este personaje está inspirado en el luchador profesional Víctor Zangiev. Sus movimientos y técnicas son similares a los de Mike Haggar, de Final Fight.

## Historia
Zangief apareció por primera vez en Street Fighter II como uno de los ocho luchadores iniciales, manteniéndose en las posteriores versiones del juego. En su historia, Zangief es un luchador que se presenta al torneo Street Fighter bajo petición del líder de la URSS para representar a su país y detener a M. Bison, el villano tras el torneo.
Zangief volvió a aparecer en Street Fighter Alpha 2, juego de la saga Alpha, cronológicamente anterior a los hechos de Street Fighter II, donde es representado como un héroe nacional soviético apodado "El Ciclón Rojo" ("The Red Cyclone"). En los acontecimientos de Street Fighter Alpha 3, conoció a una ferviente admiradora japonesa suya, Rainbow Mika, quien ayudó a Zangief en su lucha contra Shadaloo.
Con su regreso en Street Fighter IV y aunque la Unión Soviética haya dejado de existir, Zangief sigue luchando por el bien de Rusia y de sus fanes, y detener a Shadaloo una vez más.
Otros juegos en los que ha aparecido, pero ajenos a la historia de Street Fighter, son X-Men vs. Street Fighter, Marvel Superheroes vs. Street Fighter, Marvel vs. Capcom, Marvel vs. Capcom 2, Capcom vs. SNK, Capcom vs. SNK 2, SNK vs. Capcom: Match of the Millenium, la saga SNK vs. Capcom: Card Fighters Clash, Pocket Fighters y Super Gem Fighter.

## Concepto
En sus etapas tempranas de desarrollo, Zangief tenía como nombre Vodka Gobalsky, pero al parecer cambiaron el nombre para no hacer hincapié en el estereotipo de que los rusos toman mucho alcohol. Su nombre final se basó en el exluchador ruso Victor Zangiev.
Como luchador, Zangief es un personaje de alcance muy corto, siendo un luchador pesado (sus 2.15 m de altura y 190 kg de peso así lo atestiguan), lo que se traduce en lentitud y gran fuerza. Varios de sus movimientos requieren un movimiento de 360 grados, especialmente su Spinning Piledriver, considerado uno de los golpes más poderosos de la saga y capaz de atrapar a cualquier personaje en tierra, y para compensar su lentitud y facilidad para ser impactado con proyectiles posee maniobras evasivas (Spinning Lariat y Banishing Flat) que le permiten controlar gran cantidad de espacio y esquivar el ataque.
En la saga Marvel vs. Capcom, Zangief tiene una versión alternativa conocida como Mecha Zangief. En este modo, su piel se vuelve gris y cada vez que es impactado hay un sonido metálico. Mecha Zangief no puede bloquear ataques, pero tampoco puede ser derribado normalmente y adquiere nuevos ataques como un aliento flamígero similar al Yoga Flame de Dhalsim.

## Series y películas
En la película japonesa Street Fighter II: The Animated Movie, Zangief aparece brevemente en un combate con Blanka, combate observado por varios hombres del crimen organizado. En esta secuencia, Zangief demuestra ser un duro rival para Blanka, pero este último lo electrocuta en una escena de corte cómico.
También apareció en la serie Street Fighter II V, en la que Zangief es uno de los subordinados de Bison que éste manda para capturar a Ryu, un rol bastante alejado del presentando en los videojuegos. Su único aporte fue la lucha contra Ryu y posteriormente Guile, donde perdió tras un combate igualado. También hizo una breve aparición en la película Street Fighter Alpha: The Movie, donde es uno de los competidores de un torneo de lucha, donde es derrotado por un Ryu poseído por el Satsui no Hadou.
Zangief es uno de los personajes que aparecieron en la película de imagen real Street Fighter: La última batalla, donde fue interpretado por Andrew Bryniarski. En dicha película, Zangief está a las órdenes de Bison, pero convencido de que Bison hace el Bien y las Naciones Aliadas son villanos, aunque más tarde recapacitara. Aquí Zangief representa el estereotipo de subordinado de escasa inteligencia y gran corazón en el bando equivocado. Zangief aparecería más tarde como parte de las fuerzas de Bison en la serie de animación basada en esta película.
En la serie web de CollegeHumor Street Fighter: the Later Years, Zangief es uno de los personajes principales, interpretado por Mike Fass, quien era además el productor de dicha serie.
En la película de Disney Wreck-It-Ralph el personaje Zangief tiene un cameo en el club de autoayuda de los villanos.
En el videojuego de lucha libre, Wrestling Revolution, Zangief aparece bajo el nombre de Gruff Grief.

## Datos adicionales
- Se dice que entre Zangief y uno de los protagonistas de la saga Final Fight, Mike Haggar, existe cierta rivalidad, aunque nunca han aparecido juntos en un mismo juego. Esta rivalidad, sin embargo, se ve representada por los movimientos que uno copia al otro: Zangief copió el Double Lariat de Haggar, y en venganza Haggar copió el Spinning Piledriver. Curiosamente, el traje alternativo de Zangief en Street Fighter IV es la ropa de Mike Haggar. Otra versión que ha circulado menciona que Zangief y Haggar son amigos y, al haber entrenado juntos como luchadores de wrestling, comparten movimientos similares.

- En los juegos de Street Fighter que se ubican cronológicamente antes de Street Fighter II, el escenario de lucha de Zangief se ubica en la URSS, la cual se desintegró en diciembre de 1991 (once meses después del lanzamiento de Street Fighter II). En el vídeo final de Street Fighter II aparece una persona que se asemeja al Ex Presidente de la URSS Mijaíl Gorbachov y, aunque en la primera versión del juego, Zangief lo llama "Mr. President" ("Sr. Presidente"), en versiones posteriores lo llamaría "Mr. expresident" ("Sr. expresidente", en japonés "Erai Hito", o "Gran Hombre").

- Un detalle que desde hace tiempo se discute es la sexualidad de Zangief. En el libro All About Capcom, el cual tiene toda la información oficial acerca de Street Fighter, se menciona que no le gustan las mujeres jóvenes y se insinúa la homosexualidad de Zangief. En ciertos juegos, como Street Fighter Alpha 3, algunas de sus frases lo dan a entender, sin embargo su relación con R.Mika y su ending en Capcom Fighting Evolution demuestran que no es así.

- Datos: Q968181
- Multimedia: Zangief / Q968181